# Aeroportul Jamba
Aeroportul Jamba (IATA: JMB, ICAO: FNJA) este un aeroport din Provincia Huíla, Angola ce deservește zona Jamba⁠(d).
Situat la o altitudine de 1.497 m, aeroportul dispune de o singură pistă.